# Sandeothallus radiculosus
Sandeothallus radiculosus är en bladmossart som först beskrevs av Victor Félix Schiffner, och fick sitt nu gällande namn av Rudolf Mathias Schuster. Sandeothallus radiculosus ingår i släktet Sandeothallus och familjen Sandeothallaceae. Inga underarter finns listade i Catalogue of Life.